# Pelguranna
Pelguranna är en stadsdel i distriktet Põhja-Tallinn i Estlands huvudstad Tallinn.